# Khalid Reeves
Khalid Reeves (Queens, Nueva York; 15 de julio de 1972) es un exjugador de baloncesto estadounidense que disputó seis temporadas en la NBA. Con 1,91 metros de estatura, jugaba en la posición de base.

## Trayectoria deportiva

### Universidad
Procedente del Christ The King Regional High School, Reeves ingresó en la Universidad de Arizona en 1990. En sus cuatro temporadas en los Wildcats finalizó como máximo anotador de la historia de Arizona con 1.925 puntos y el 14.º en la historia de la Pacific 10 Conference. En su año sénior fue nombrado en el segundo equipo del All-America y se convirtió en el primer jugador de los Wildcats en superar los 800 puntos en una sola temporada (848). Junto con Damon Stoudamire lideró a los Wildcats a la Final Four de la NCAA, cayendo ante los eventuales campeones Arkansas Razorbacks. Reeves promedió 27.5 puntos en los cinco partidos del torneo de la NCAA y se hizo con el premio al jugador más destacado de la West Regional. A lo largo de sus 128 encuentros con los Wildcats promedió 15 puntos, 3.3 rebotes y 3 asistencias.

### Profesional
Reeves fue seleccionado por Miami Heat en la 12.ª posición del Draft de la NBA de 1994. Disfrutó de una notable temporada de rookie, promediando 9.2 puntos en 67 partidos y estableciendo los récord de la franquicia de más triples anotados por un rookie (67), intentados (171) y porcentaje de triples (39.2%). Disputó el Rookie Game del All-Star Weekend y aportó 11 puntos y 11 asistencias en la victoria del Equipo Blanco. La siguiente temporada fue desilusionante para Reeves, castigado por las lesiones y los continuos traspasos. Jugó 51 partidos en total, vistiendo las camisetas de Charlotte Hornets y New Jersey Nets. En la campaña 1996-97 la situación fue idéntica, aunque mejorando en el plano individual; 8.2 puntos por partido y jugando 13 partidos con Dallas Mavericks. En los texanos pasó la temporada siguiente, siendo una de las mejores de su carrera en la NBA. Jugó los 82 partidos de liga regular y promedió 8.7 puntos y 2.8 asistencias en 23.8 minutos de juego. En febrero de 1999 fue cortado por los Mavs y sus dos últimos años en la liga militó en Detroit Pistons y Chicago Bulls con un rol secundario.
Tras su aventura en la NBA probó fortuna en Europa, jugando en el Aris Thessaloniki griego, en el ÉB Pau-Orthez francés y regresó a su país para jugar en la CBA, IBL, USBL y ABA 2000. Después de un breve paso por el Líbano y por las Panteras de Miranda de la Liga Profesional de Baloncesto de Venezuela, Reeves se retiró en 2005.
Después de su retiro jugó gratis durante un año en Costa Rica con el equipo Deportivo Saprissa donde logró el subcampeonato nacional de la mano de su amigo y entrenador Jon Lear.

## Estadísticas de su carrera en la NBA

### Temporada regular
| Año     | Equipo     | PJ  | PT  | MPP  | %TC  | %3P  | %TL   | RPP | APP | ROB | TPP | PPP |
| ------- | ---------- | --- | --- | ---- | ---- | ---- | ----- | --- | --- | --- | --- | --- |
| 1994-95 | Miami      | 67  | 17  | 21.8 | .443 | .392 | .714  | 2.8 | 4.3 | 1.1 | .1  | 9.2 |
| 1995-96 | Charlotte  | 20  | 5   | 20.9 | .458 | .306 | .843  | 2.0 | 3.6 | .8  | .1  | 8.1 |
| 1995-96 | New Jersey | 31  | 7   | 13.4 | .376 | .309 | .581  | 1.3 | 1.5 | .7  | .1  | 3.8 |
| 1996-97 | New Jersey | 50  | 18  | 21.0 | .393 | .396 | .747  | 1.8 | 3.4 | .5  | .1  | 8.3 |
| 1996-97 | Dallas     | 13  | 12  | 29.6 | .387 | .200 | .750  | 2.4 | 4.3 | .8  | .2  | 7.8 |
| 1997-98 | Dallas     | 82  | 54  | 23.8 | .418 | .368 | .775  | 2.3 | 2.8 | 1.0 | .1  | 8.7 |
| 1998-99 | Detroit    | 11  | 0   | 10.2 | .381 | .333 | .571  | .6  | 1.0 | .4  | .0  | 2.3 |
| 1999-00 | Chicago    | 3   | 0   | 16.0 | .250 | .000 | 1.000 | 1.3 | 4.3 | .7  | .0  | 3.7 |
| Total   | Total      | 277 | 113 | 21.1 | .416 | .363 | .744  | 2.1 | 3.2 | .8  | .1  | 7.8 |